# Empty Nose Syndrome

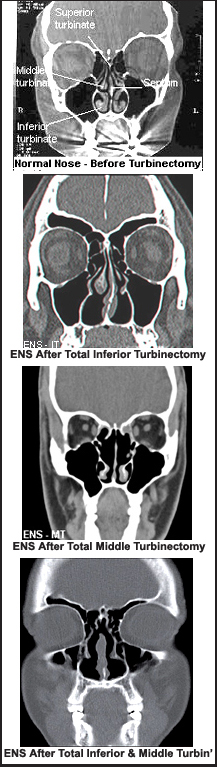
CT-Aufnahme einer normalen Nase und nachdem Nasenmuscheln ganz oder teilweise entfernt wurden

Das Empty Nose Syndrome (ENS) („Syndrom der leeren Nase“, auch „Offene Nase“) ist die Folge einer übermäßigen Entfernung von Gewebe der Nasenmuscheln, wodurch der Naseninnenraum „zu leer“ wird. Dadurch kann es zu einer Vielzahl von Symptomen kommen, die Atmung, Nasenfunktion und Psyche betreffen.

## Entstehung
Die Nasenmuschelverkleinerung (Conchotomie) wird von Hals-Nasen-Ohren-Ärzten oder Schönheitschirurgen aus unterschiedlichen Gründen durchgeführt. Der Hauptgrund für die Operation ist eine chronische Vergrößerung der Nasenmuscheln, die die Luftpassage in der Nase behindern kann. Die Hauptursachen solcher Nasenmuschelvergrößerungen sind Allergien, Hormonschwankungen, die Inhalation von Staub, Rauch oder anderen Reizstoffen, strukturelle Defekte der Nase wie Nasenscheidewandverkrümmung und die langfristige Benutzung von abschwellenden Nasentropfen.
Die Bezeichnung „Empty Nose Syndrome“ wurde ursprünglich von Eugene B. Kern geprägt, der früher Leiter der Hals-Nasen-Ohren-Abteilung der Mayo Clinic in Rochester (Minnesota) war. Er und seine Kollegen bemerkten, dass immer mehr Patienten, bei denen eine Nasenmuschelverkleinerung durchgeführt worden war, Symptome von Atmungsbehinderung und Kurzatmigkeit aufwiesen, obwohl ihr Nasendurchgang stark erweitert war. Andere Symptome waren Trockenheit in der Nase sowie in Mund und Rachen, Augentrockenheit, flacher, unruhiger Schlaf, eingeschränkter Geruchssinn, Konzentrationsschwierigkeiten und depressive Verstimmungen. Die Kernspintomographie zeigte bei allen Patienten, dass sie stark erweiterte oder fast völlig leere Nasenhöhlen hatten, daher nannten sie diese Beschwerden „Empty Nose Syndrome“. Kern hielt daraufhin eine Vortragsreihe über das ENS, die er später in einem medizinischen Artikel zusammenfasste.

## Auswirkungen
Wenn zu viel von den Nasenmuscheln entfernt wird, verliert die Nase ihre Fähigkeit, den Luftstrom ausreichend zu erwärmen, anzufeuchten, zu filtern sowie Gerüche wahrzunehmen. Die Nase fühlt sich trocken und leer an. Das natürliche Zusammenspiel zwischen Nase, Rachen und Lungen bei der Atmung ist beeinträchtigt.
ENS hat eine Reihe von Veränderungen zur Folge:
- Die Luftströmung wird turbulent, der Strömungswiderstand ist dadurch erhöht, es wird weniger Luft durch die Nase transportiert. Es resultiert das Gefühl der verstopften Nase.
- Die veränderte Aerodynamik in der Nase verursacht, dass der Luftstrom in die unteren, leeren Nasenhöhlen geleitet wird, was dann eine ausreichende Belüftung des oberen Teils der Nase verhindert. Dies führt zu einem teilweisen Verlust des Geruchssinns.
- Die Atrophie der Nasenschleimhaut führt zu trockenem Schnupfen, es wird kaum mehr Schleim produziert. Eingeatmete Schadstoffe werden nicht mehr abtransportiert und reichern sich in den Nasenhöhlen an.
- Die Lebensqualität kann beeinträchtigt sein. Patienten ziehen sich häufig aus Unwohlsein durch die erschwerte Nasenatmung zurück.
- Es kann sein, dass die Einatemluft nicht mehr ausreichend befeuchtet wird, so dass sich auch der Nasenschleim verdickt und es zu Krustenbildung kommt. Der eingedickte Nasenschleim erfüllt dann seine Reinigungsfunktion des Nasenraumes nicht mehr ausreichend und kann so die Ursache für Infektionen sein.[6]

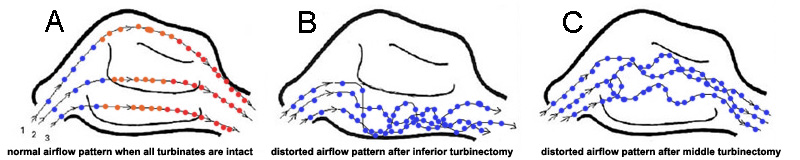
Gestörter Lufttransport und Verlust von Erwärmung und Befeuchtung bei ENS

## Symptome
Die Hauptbeschwerden bei ENS sind:
- Paradoxe Atmungsbehinderung, Kurzatmigkeit, das Gefühl, nicht genug Luft zu bekommen, obwohl genug oder sogar zu viel Luft eingeatmet wird, der Luftstrom wird nicht mehr gefühlt. Es ist schwierig, ruhig und langsam durch die Nase zu atmen.
- Die eingeatmete Luft und die Nasenschleimhäute fühlen sich zu trocken und kalt an. Irritierendes Gefühl einer leeren Nase.
- Entweder wird zu wenig oder zu viel Schleim produziert, oder ein ständiges, unkontrollierbares Nasentropfen. Dicker Schleim tropft ständig aus der hinteren Nase in den Rachenraum.
- Krustenbildung in der Nase
- Verringerter Geruchs- und/oder Geschmackssinn, zusammen mit einer Überempfindlichkeit gegenüber flüchtigen Chemikalien wie Farbe, Parfüm, Reinigungsmitteln und Benzin.
- Depressive Verstimmung
- Fallweise schwere Konzentrationsstörungen
- Die Stimme hört sich oft näselnd an.
- Druck in den Nebenhöhlen und Schmerzen, selbst wenn keine Nebenhöhlenentzündung diagnostiziert wurde.
- Kopfschmerzen
- Manchmal Nasenbluten
- Fauliger Geruch in oder aus der Nase, schlechter Atem (Halitose)
- Schlafstörungen durch die behinderte Nasenatmung

## Behandlung

### Konservative Behandlung
Es gibt verschiedene Behandlungsmethoden für ENS. Isotonische Kochsalzlösung (0,9 % Kochsalzlösung) oder Ringer-Laktat-Lösung kann benutzt werden, um den trockenen Schleim auszuspülen und die Nasenhöhlen anzufeuchten – dies könnte auch Infektionen verringern. Manche Menschen verspüren eine Besserung, wenn sie große Mengen an Milchprodukten zu sich nehmen, was die Sekretion erhöht. Die Vitamine A, E und D können den Schleimhautzustand verbessern. Luftbefeuchter können gegen die Trockenheit helfen und falls Schlafstörungen vorliegen, kann ein Beatmungsgerät (CPAP) mit eingebautem Befeuchter verwendet werden. Nasensalben können die Schleimhaut anfeuchten und die Krankheitsanfälligkeit verringern. Auch verschiedene Öle, wie Sanddornöl, Sesamöl oder Olivenöl, sind hilfreich.
Alle erwähnten nicht-chirurgischen Maßnahmen helfen die Trockenheit zu verringern und die Gesundheit der verbleibenden Schleimhautareale zu erhalten, aber sie können die verlorenen Funktionen oder normale Wahrnehmung in der Nase nicht wiederherstellen.

### Chirurgische Behandlung
ENS kann mehr oder weniger erfolgreich verbessert werden, indem man versucht, die Struktur und Qualität der fehlenden Nasenmuscheln wiederherzustellen. Implantate können aus verschiedenen Materialien hergestellt werden; entweder von vom Körper entnommenen Knochen oder Knorpelfragmenten oder von künstlichen Materialien wie Plastipore und Hydroxylapatitzement, neuerdings auch von Materialien wie Alloderm (Kollagenmatrix aus fremder menschlicher Lederhaut) oder Silikon.